# Sancho de Noronha e Faro
Sancho de Noronha e Faro, ou simplesmente Sancho de Faro (c. 1520 - 1569) foi um prelado português.

## Biografia
D. Sancho de Noronha e Faro era filho segundo de D. Fernando de Faro, 3.º Senhor do Vimieiro de juro e herdade, e de sua mulher D. Isabel de Melo ou de Almeida.
Foi eleito Bispo de Leiria em 1556, mas não chegou a ser investido.